# Gal Glivar
Gal Glivar (født 1. maj 2002 i Novo Mesto) er en cykelrytter fra Slovenien, der kører for Alpecin-Deceuninck.